# Dihelus fulvus
Dihelus fulvus là một loài tò vò trong họ Ichneumonidae.